# Leucyssa spongilla
Leucyssa spongilla är en svampdjursart som beskrevs av Ernst Haeckel 1872. Leucyssa spongilla ingår i släktet Leucyssa och familjen Trichogypsiidae.
Artens utbredningsområde är havet kring Japan. Inga underarter finns listade i Catalogue of Life.